# Nikolaï Mikhaïlovitch Nikolaev
Pour les articles homonymes, voir Nikolaev.
Nikolaï Mikhaïlovitch Nikolaev (en russe Николай Михайлович Николаев), né le 17 mars 1897 à Saint-Pétersbourg et mort le 25 décembre 1958 à Leningrad, est un officier de marine russe.

## Biographie
Issu d'une vieille famille de transporteurs de barges de la Volga, il est le fils du capitaine M.V. Nikolaev, marin des mers polaires. Diplômé en 1917, aspirant, il sert à Arkhangelsk dans la flottille de l'Arctique. En 1922, il obtient un diplôme de navigateur. Il sert alors comme 3e officier sur le coupe-glace Lütke. Sur le brise-glace S. Makarov, il est promu lieutenant puis, en 1926, capitaine.
En 1931, il est nommé capitaine du Litke. En 1934, ce navire, sous son contrôle, effectue le premier voyage direct depuis l'Extrême-Orient le long de la route maritime du Nord jusqu'à Mourmansk en une seule navigation (arrivé le 20 septembre). Le chef de l'expédition est Dmitri Sergueïevitch Duplitsky.
En 1935, sur le brise-glace Sadko, il participe à la première expédition à haute latitude, atteignant 82°4′N. En 1937, il assure le passage des navires hydrographiques Okean et Okhotsk d'Arkhangelsk à Vladivostok le long de la route maritime du Nord. A partir de 1940, il est le capitaine du brise-glace Lénine. Pendant 13 ans, il dirige le département de navigation de l'École maritime du Haut Arctique. S. O. Makarova à Leningrad.
Une baie de l'Antarctique et un cap de la Nouvelle-Zemble portent son nom.